# Franz Hohenberger
Franz Hohenberger (* 14. August 1867 Wien; † 17. Dezember 1941 ebenda) war ein österreichischer Maler.

## Leben
Hohenberger studierte Zeichnung bei Joseph Eugen Hörwarter, dann 1883 bis 1886 Malerei an der Kunstakademie in Wien bei Christian Griepenkerl, August Eisenmenger und Siegmund L’Allemand, danach bis 1891 Historienmalerei an der Kunstakademie bei Leopold Carl Müller. Nach dem Studium hielt er sich von 1891 bis 1893 in Paris auf, wo ihn die Malerei der Impressionisten beeinflusste und kehrte dann nach Wien zurück. 1893/94 schuf er mit Josef Engelhart Bilder für den Zirkus Somossy in Budapest. 
Mit Josef Engelhart und Maximilian Lenz schuf er 1894 die Fassade des Wiener Annahofes (Architekten Fellner & Helmer), 1897 des Wiener Urania-Volksbildungshauses (Architekt Max Fabiani). 1895 unternahm er eine Reise nach Indien, China und Japan. 1898 wurde Hohenberger Mitglied der Wiener Secession und war von 1906 bis 1908 deren Vorsitzender.
1902 gründete er gemeinsam mit Ferdinand Kruis eine Malschule, die er 1916 wegen Einberufung zum Kriegsdienst als Kriegsmaler in Lublin auflösen musste. Nach dem Ersten Weltkrieg wurde Hohenberger mit dem Professorentitel ausgezeichnet. 1938 wurde er Mitglied des Wiener Künstlerhauses.
Seine Werke befinden sich u. a. in den Sammlungen des Historischen Museums der Stadt Wien, der Österreichischen Galerie Belvedere, der Albertina und des Heeresgeschichtlichen Museums. Er wurde am Kagraner Friedhof bestattet.
Hohenberger gestaltete unter anderem das Hochaltarbild der Brigittakirche in Wien 20 (1906) sowie mit Josef Engelhart im Schloss Kogl im Attergau einen Freskenzyklus mit dem Thema „Der Verschwender“ von Ferdinand Raimund (1913).